# Rothmannia exaltata
Rothmannia exaltata är en måreväxtart som först beskrevs av William Griffiths, och fick sitt nu gällande namn av Cornelis Eliza Bertus Bremekamp. Rothmannia exaltata ingår i släktet Rothmannia och familjen måreväxter. Inga underarter finns listade i Catalogue of Life.